# Rindler-Møllerjeva transformacija
Rindler-Møllerjeva transformacija:
{\displaystyle {c^{2} \over g}+X'=\left({c^{2} \over g}+X\right)\;{\hbox{cosh}}\;{gt \over c},\quad ct'=\left({c^{2} \over g}+X\right)\;{\hbox{sinh}}\;{gt \over c}\!\,}
je prostorska transformacija in prevede 1+3 razsežni prostor Minkowskega {\displaystyle (x'^{0},x'^{1})=(ct',X')}, ki ustreza inercialnemu opazovalnemu sistemu, v prostor {\displaystyle (ct,X)}, ki ustreza neinercialnemu opazovalnemu sistemu. Velja:
{\displaystyle c^{2}{\rm {d}}\tau ^{2}=c^{2}{\rm {d}}t'^{2}-{\rm {d}}X'^{2}=c^{2}{\rm {d}}t^{2}\left(1+{gX \over c^{2}}\right)^{2}-{\rm {d}}X^{2}\!\,,}
kjer je τ (Rindlerjev) 'lastni čas', dt koordinatni časovni zamik, c hitrost svetlobe. Transformacija se imenuje po avstrijskem fiziku Wolfgangu Rindlerju in danskem kemiku in fiziku Christianu Møllerju.
Transformacijo se na primer uporablja pri opisu gibanja točkastega telesa v homogenem gravitacijskem polju, po navadi v okviru splošne teorije relativnosti.
V teh koordinatah ima ločni element Minkowskega obliko:
{\displaystyle {\rm {d}}s^{2}=\xi ^{2}{\rm {d}}\tau ^{2}-{\rm {d}}\xi ^{2}-{\rm {d}}X^{2}\!\,,}
z:
{\displaystyle \xi =\left({c^{2} \over g}+X\right)\!\,.}